# Potna listina
Potna listina je javna listina in osebni dokument, ki je namenjena identifikaciji oseb pri potovanju med državami oz. pri prehodu državne meje.
V Sloveniji so potne listine razdeljene na:
- potni list
- skupinski potni list
- diplomatski potni list
- službeni potni list
- potni list za vrnitev
- potni listi, izdani na podlagi mednarodne pogodbe.